# Apomys insignis
Apomys insignis é uma espécie de roedor da família Muridae.
Apenas pode ser encontrada nas Filipinas.